# C.k. odborná škola tkalcovská Ústí nad Orlicí
C.k. odborná škola tkalcovská Ústí nad Orlicí byla odborná škola se sídlem v Ústí nad Orlicí.

## Historie
S rozvojem textilního průmyslu v regionu koncem 19. století nastala potřeba zřízení školy, která by vychovávala textilní odborníky. Proto městská rada města Ústí nad Orlicí podala v roce 1884 žádost o zřízení takovéto školy. Škola byla založena roku 1892 výnosem ministerstva školství a kultu Rakousko-Uherska a v tomto roce došlo k otevření první třídy dvouletého studijního oboru tkalcovství v prostorách tehdejší textilní firmy Jindřich Jandera (později známé jako úpravna podniku Perla 12 „Na Bělisku“). Na škole působili pouze tři interní učitelé – ředitel Eduard Augustinek, učitel kreslení Josef Petrlák a dílovedoucí Rudolf Wegr. Tato škola měla dvě učebny, jednu menší kancelář, která sloužila jako ředitelna a dílnu ve které byly pouze ruční stavy a jeden stav žakárský. Dvouleté denní studium bylo zaměřeno na ruční tkalcovství. Souběžně s denním studiem byla výuka rozšířena o studium nedělní a večerní. První absolventi z této školy vyšli v roce 1894.
Ve školním roce 1892–1893 ji navštěvovalo 132 žáků, v převážné většině české národnosti, z toho 40 v denním a 92 v pokračovacím (večerním) studiu.

## Budova školy
Prvním působištěm školy byly prostory textilní firmy Jandera, později byla postavena škola stojí v dnešní ulici Zahradní.

## Významní pedagogové
- Eduard Augustinek (1843–??) – vystudoval tkalcovství v Brně a deset let pracoval jako tovární úředník.[4] Od roku 1875 působil postupně jako odborný učitel v Krnově, zakladatel tkalcovské školy v Horním Benešově a ředitel ve Svitavách[4] (1884–1892). Psal a překládal učebnice.[5] Roku 1898 byl v Národních listech kritizován za to, že svým ústeckým žákům zakazoval projevy českého vlastenectví.[6] V květnu 1902 dostal při odchodu do penze zlatý záslužný kříž s korunou.[7]

## Významní absolventi
- Antonín Šolc (politik) – (1879 – 1951), československý novinář a politik, meziválečný senátor Národního shromáždění ČSR za Československou stranu národně socialistickou.